# La última noche (película mexicana)
La última noche es una película mexicana dirigida por Alejandro Gamboa, salida el 19 de abril de 2005 y protagonizada por Mariana Ávila. Es la tercera y última parte de la película "La primera noche".

## Información
Las penas y desventuras de una mamá con sus tres hijos, cuando ella les anuncia su deseo de casarse por 4 vez, con un famoso actor de televisión.
Esta película es diferente a las anteriores, su temática es más adulta, los personajes y las situaciones que ocurren son distintas. La protagonista sigue siendo Mariana Ávila, en donde tiene que enfrentar la madurez y el matrimonio.

## Reparto
- Mariana Ávila ...  Luzma
- Andrés García ...  Fabián
- Cecilia Gabriela ...  Gloria
- Elizabeth Valdez ...  Elena
- Ricardo Palacio ...  Fernando
- Melissa Perea ...  Eva
- Juan Pablo Medina ...  Sergio
- Paola Hinojos ...  Rosa
- David Galindo ...  Fabricio
- Miguel Rodarte ...  Pablo
- Alexis Ayala ...  Cirujano
- Fernando Becerril ...  Don Ramiro
- Max Kerlow ...  Don Cecilio
- David Ostrosky ...  Papá Elena
- Juan Carlos Colombo ...  Papá Fernando
- Pamela Trueba ...  Luisa
- Margarita Gralia ...  Margarita
- Rodrigo Cabello ...  Locutor
- Miguel Pizarro ...  Ginecólogo
- René Campero ...  Urólogo
- Juan Ángel Esparza ...  Paciente
- Erika Swain ...  Repo

## Premios
Periodistas Cinematográficos de México
- 2006: Diosa de Plata a la Mejor Coactuación Femenina (Elizabeth Valdez). Ganadora.